# Vitali Sxerbo
Vitali Sxerbo (en rus: Виталий Щербо; en belarús: Віталь Шчэрба) (Minsk, Unió Soviètica 1972) és un gimnasta artístic soviètic i, posteriorment, belarús, ja retirat. Ha guanyat deu vegades el campionat del món i sis vegades el campionat europeu, amb sis medalles d'or a les olimpíades del 1992. Va néixer a Minsk quan era de la República Socialista Soviètica de Belarús (Unió Soviètica) i que avui en dia és la capital de Belarús.
En concret, va guanyar en la categoria individual el 1993, per equips el 1991, pis el 1994, 1995 i 1996, barra horitzontal el 1994, barres paral·leles el 1993 i 1995, cavall d'armes el 1992, anelles el 1992, i volta el 1993 i 1994. Als Jocs Olímpics d'estiu de 1992 va ser l'atleta amb més premis, guanyant 6 ors en 8 esdeveniments: finals per equips, generals i 4 de 6 finals.

## Carrera esportiva
Les seves primeres actuacions internacionals van ser entre 1990 i 1991, quan va competir per l'equip de l'URSS al Campionat del Món i la Copa del Món. Va ser medallista de plata mundial de 1991 darrere del seu company d'equip Grigori Misutin; va anotar un 10,0 perfecte a la volta al Campionat d'Europa de 1990; i va protagonitzar els Goodwill Games de Seattle.
Va participar, als 20 anys, en els Jocs Olímpics d'Estiu de 1992 celebrats a Barcelona on, en representació de l'Equip Unificat, aconseguí guanyar sis medalles olímpiques, totes elles d'or, en la prova masculina per equips, prova individual, salt sobre cavall, barres paral·leles, anelles i cavall amb arcs. En aquesta mateixa competició finalitzà sisè en la prova d'exercici de terra (obtenint així un diploma olímpic) i no pogué arribar a la final per aparells de la barra fixa. L'assoliment de sis medalles d'or en uns mateixos Jocs només ha estat superat pels nedadors Michael Phelps i Mark Spitz.
En els Jocs Olímpics d'Estiu de 1996 realitzats a Atlanta, i ja sota representació belarussa, aconseguí guanyar quatre medalles olímpiques, totes elles de bronze: a la prova individual, al salt sobre cavall, a les barres paral·leles i a la barra fixa, a més de finalitzar quart en la prova per equips.
Al llarg de la seva carrera ha guanyat vint-i-tres medalles en el Campionat del Món de gimnàstica artística, entre elles dotze medalles d'or, i divuit medalles en el Campionat d'Europa de l'especialitat, entre elles deu medalles d'or.
Sxerbo havia planejat competir al Campionat del Món de 1997, però abans es va trencar la mà en un accident de moto i es va retirar poc després.
El 2017 fou acusat de violació per la gimnasta ucraïnesa Tetiana Hutsu, que havia estat companya competint per la Unió Soviètica i l'Equip Unificat de gimnàstica. Els fets haurien succeït l'any 1991, quan Gutsu en tenia 15.